# Gambusia zarskei
Gambusia zarskei is een straalvinnige vissensoort uit de familie van de levendbarende tandkarpers (Poeciliidae). De wetenschappelijke naam van de soort is voor het eerst geldig gepubliceerd in 2010 door Meyer, Schories & Schartl.